# 209 (číslo)
Dvě stě devět je přirozené číslo, které následuje po čísle dvě stě osm a předchází číslu dvě stě deset. Římskými číslicemi se zapisuje CCIX a řeckými číslicemi σθ.

## Matematika
209 je:
- Poloprvočíslo
- Deficientní číslo
- Nešťastné číslo
- Nepříznivé číslo

## Chemie
- 209 je nukleonové číslo jediného přírodního izotopu bismutu[1]

## Astronomie
- (209) Dido je planetka hlavního pásu, kterou objevil v roce 1879 Christian Heinrich Friedrich Peters

## Doprava
- Silnice II/209 je česká silnice II. třídy vedoucí na trase Krásno – Horní Slavkov – Loket – Chodov – Nová Role[2]

## Roky
- 209
- 209 př. n. l.